# Buchenau (Mihla)
Buchenau is een dorp in de Duitse gemeente Amt Creuzburg in het Wartburgkreis in Thüringen. Het wordt voor het eerst genoemd in 1412. In  1922 werd het dorp  bij de stad Creuzburg gevoegd, maar drie jaar later werd het een zelfstandige gemeente. In 1994 fuseerde de gemeente met Mihla. De gemeente Mihla ging op haar beurt in 2020 op in de nieuwgevormde gemeente Amt Creuzburg.